# Санта Колома д'Андора
Санта Колома д'Андора, известен също като Санта Колома, е андорски град в енорията на Андора ла Веля, разположен близо до река Гран Валира и на 2 км от столицата. Града има население от 3 040 души което го прави седмият най-голям град в Андора.
В него се помещава историческа църква, която е номинирана за обект на световното културно наследство на ЮНЕСКО на 22 февруари 1999 г. в категорията за култура.